# Vinhedo (kommun)
Vinhedo är en kommun i Brasilien.   Den ligger i delstaten São Paulo, i den sydöstra delen av landet, 800 km söder om huvudstaden Brasília. Antalet invånare är 63 685.
Följande samhällen finns i Vinhedo:
- Vinhedo

Omgivningarna runt Vinhedo är en mosaik av jordbruksmark och naturlig växtlighet. Runt Vinhedo är det tätbefolkat, med 762 invånare per kvadratkilometer.